# Angel Nikolov
Angel Nikolov (* 18. November 1975 in Most, Tschechoslowakei) ist ein ehemaliger tschechischer Eishockeyspieler, der zuletzt bei Aksam Unia Oświęcim in der polnischen Ekstraliga unter Vertrag stand.

## Karriere
Angel Nikolov begann seine Karriere als Eishockeyspieler beim HC Litvínov, für den er von 1993 bis 2001 in der Extraliga aktiv war. In diesem Zeitraum wurde er im NHL Entry Draft 1994 in der zweiten Runde als insgesamt 37. Spieler von den San Jose Sharks ausgewählt, für die er allerdings nie spielte. Von 2001 bis 2003 lief der Verteidiger bei seinem ersten Engagement im Ausland für JYP Jyväskylä in der finnischen SM-liiga auf, ehe er ebenfalls zwei Spielzeiten lang für Metallurg Nowokusnezk in der russischen Superliga auf dem Eis stand, wobei er die Saison 2004/05 beim Mora IK in der schwedischen Elitserien beendete.
Von 2005 bis 2009 stand Nikolov bei zahlreichen Vereinen in seiner tschechischen Heimat unter Vertrag. Dies waren in der Extraliga der HC Sparta Prag, Bílí Tygři Liberec, der HC Znojemští Orli, sein Ex-Club HC Litvínov, der HC Plzeň und HC Pardubice, sowie der HC Oceláři Třinec, sowie in der zweitklassigen 1. Liga der KLH Chomutov. Zuletzt stand der ehemalige Junioren-Nationalspieler in der Saison 2009/10 für den ERC Ingolstadt in der Deutschen Eishockey Liga auf dem Eis. Für diesen gab er in insgesamt 31 Spielen zwei Torvorlagen. Nachdem sein Vertrag in Ingolstadt nicht verlängert worden war, wechselte er zu den Nottingham Panthers in die Elite Ice Hockey League. Zur Saison 2011/12 schloss er sich dem HC Amiens Somme aus der französischen Ligue Magnus an.

### International
Für Tschechien nahm Nikolov an der Junioren-Weltmeisterschaft 1995 teil. Bei dieser erzielte er ein Tor in sieben Spielen.

## Statistik
(Stand: Ende der Saison 2010/11)